# Джек Бенні
Джек Бенні (англ. Jack Benny 14 лютого 1894, Чикаго — 26 грудня 1974) — американський комік, актор радіо, кіно і телебачення, скрипаль. Вважається провідним американським конферансьє XX століття. Найвідоміший персонаж Бенні — скупий скрипаль, який погано володіє інструментом. Незалежно від віку самого Бенні, його персонажу завжди було 39 років.
Бенні був відомий видатним почуттям моменту і здатністю викликати сміх багатозначною паузою або коротким виразом, як наприклад його фірмовий вигук «Well!». Його радіо- та телепередачі, які були популярними з 1930 по 1960 роки, мали сильний вплив на жанр ситкому.

## Біографія

### Ранні роки
Бенджамін Кубельский народився 14 лютого 1894 року в Чикаго, штат Іллінойс. Його дитинство і юність пройшла в сусідньому місті Вокіган. Батько — Меєр Кубельский, власник салуна, потім галантерейного магазину, польський єврей, який емігрував в США. Мати — Емма Сакс, емігрантка з Литви.

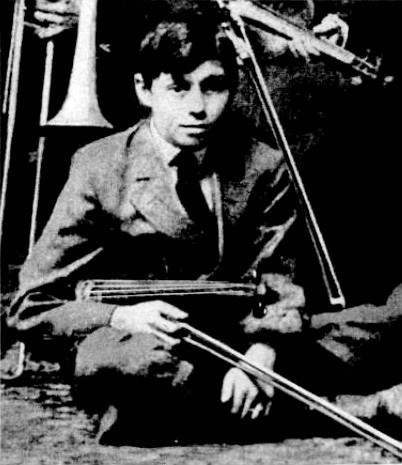
Джек Бенні — учасник оркестру Вокіганської старшої школи (1909)

У віці шести років Бенні почав вчитися грі на скрипці, що стала згодом частиною сценічного образу. Батьки сподівалися, що він стане професійним скрипалем, але Бенні любив інструмент, але ненавидів вправи. Його вчителем був Отто Грем-старший, батько професійного гравця в американський футбол Отто Грема.
У 14 років Бенні грав на танцях і в шкільному оркестрі. Він відрізнявся неуважністю і в школі не встигав, внаслідок чого був виключений зі старшої школи. Також Бенні не проявив здібностей у бізнес-школі, куди вступив згодом, і в роботі з батьком в магазині.
У 17 років він почав виступати зі скрипкою в місцевих театрах-водевіль, отримуючи за роботу 7,5 доларів на тиждень. В цей час його партнером став Нед Міллер, молодий композитор і співак, з яким у Бенні зав'язалася міцна дружба.
У 1911 році Бенні працював у тому ж театрі, що і молоді Брати Маркс. Мінні Маркс, їхня мати оцінила гру Бенні на скрипці і запросила виступати разом з синами. Однак батьки не відпустили сімнадцятирічного Бенні на гастролі. Однак, в братами Маркс, особливо з Зепо, зав'язалися довгі дружні відносини.
В наступному році Бенні і піаністка Кора Сейлсбері організували дует. Їх поява на сцені призвела до того, що відомий скрипаль Ян Кубелик відчув загрозу своїй репутації з боку виконавця зі схожим ім'ям — Кубельский. Під загрозою судових дій, Бенджамін Кубельский змінив ім'я на Бен К. Бенні, іноді скорочуючи до Бенні. Коли Сейлсбері вийшла з дуету, Бенні знайшов нового піаніста, Лаймана Вудса, а свій номер назвав «Від опери до регтайма». Співпраця з Вудсом тривала наступні п'ять років, в їх виступи потроху почали проникати елементи комедії. Кульмінацією став виступ в театрі «Палас», «мецці водевілю», але публіка не була вражена.
В 1917 році Бенні на короткий час залишив шоу-бізнес, щоб вступити на флот під час Першої світової війни. Зі своєю скрипкою він часто розважав товаришів по службі. Але одного разу його виступ викликав невдоволені крики, і на прохання Пета О'Браєна, актора, який служив разом з Бенні, він видав комедійний експромт і з честю покинув сцену, залишивши публіку сміятися. Згодом Бенні став частіше використовувати гумор у виступах і заслужив репутацію і як музикант, і як комік.
Незабаром після війни Бенні придумав спектакль одного актора «Ben K. Benny: Fiddle Funology». За цим послідувала претензія з боку Бена Берні, що також поєднував у виступах текст і гру на скрипці, з приводу імені. Бенні у відповідь взяв собі прізвисько матросів — Джек. До 1921 році скрипка стає більше предметом антуражу, а шоу перетворюються на легку комедію.

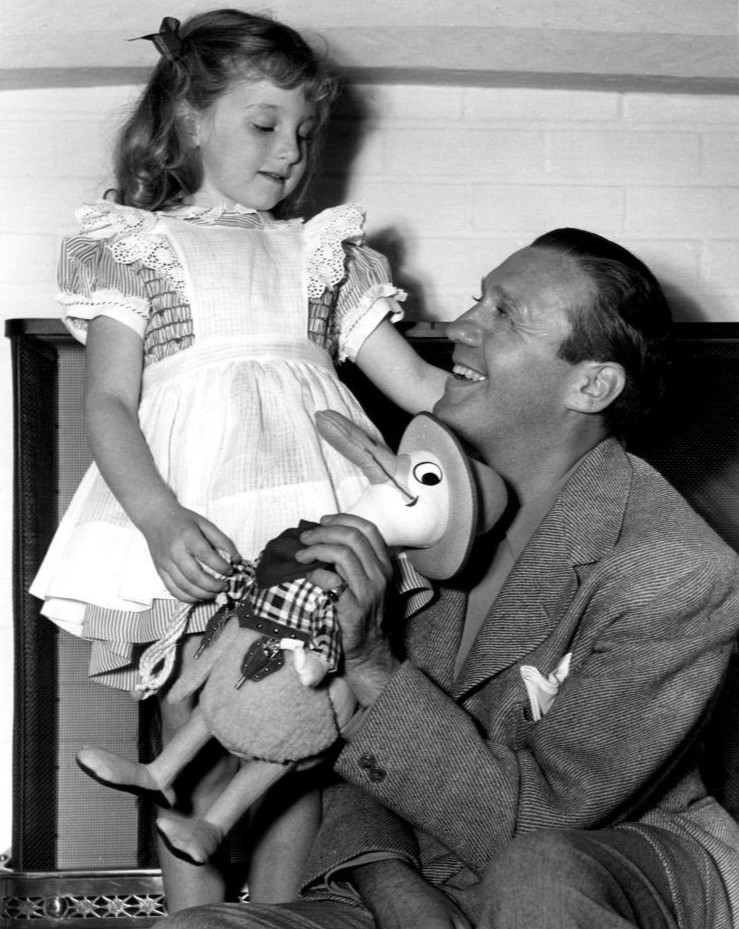
Джек Бенні з дочкою Джан (1940)

У 1922 році Бенні разом з Зеппо Марксом був на святкування Песаха, де познайомився з Седі Маркс, на якій через п'ять років одружився. Коли Бенні знадобилася актриса на роль тупої дівчини, Саді зіграла цю роль, проявивши комедійний талант. Взявши сценічне ім'я Мері Лівінгстон, Саді виступала з Джеком протягом майже всієї кар'єри. Пара удочерила дівчинку.
У 1929 році агент Бені, Сем Лайонс, переконав Ірвінга Тальберга, кінопродюсера Metro-Goldwyn-Mayer, подивитися виступ Бенні в театрі «Орфей» у Лос-Анджелесі. В результаті Бенні підписав п'ятирічний контракт і дебютував у фільмі «Голлівудське рев'ю 1929 року». У наступному фільмі, Chasing Rainbows, він себе не проявив і через кілька місяців був звільнений від контрактних зобов'язань і повернувся на Бродвей в шоу Ерла Керролла Vanities.
Спочатку не бачачи перспектив у радіо, Бенні незабаром вирішив підкорити ефір. 1932 року, після чотирьох тижнів виступів у нічному клубі, він був запрошений на радіопрограму Еда Саллівана, де виголосив перший жарт: «Говорить Джек Бенні. А зараз буде пауза, під час якої ви скажете „І що?“…».

### Радіо

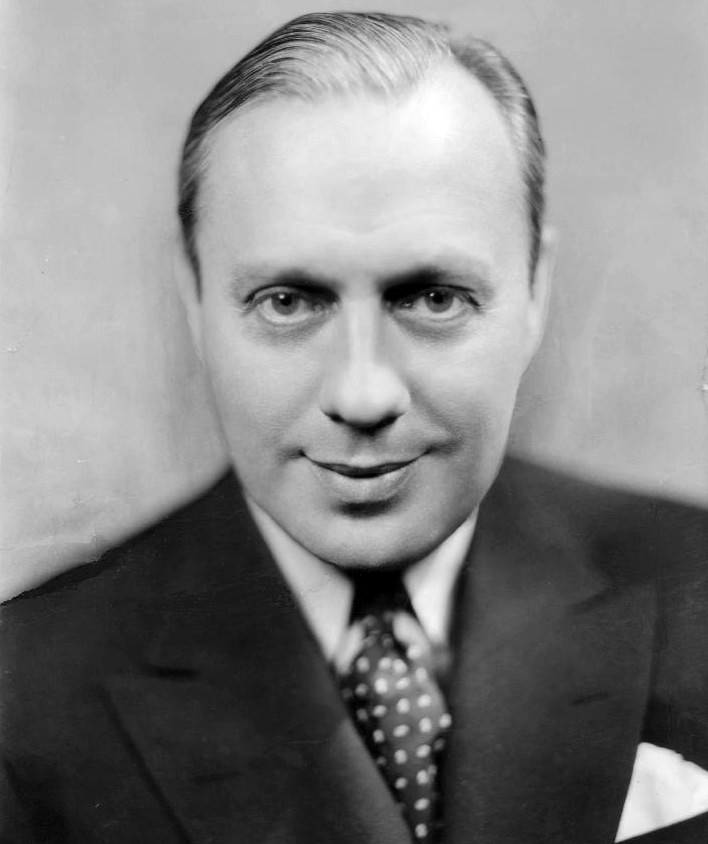
Джек Бенні в 1933 році, щойно отримавши роботу на NBC

Кар'єра Джека Бенні на радіо почалася 6 квітня 1932 року. В цей день він пройшов прослуховування для програми The Canada Dry Program (її спонсором виступила компанія-виробник імбирного елю Canada Dry). Згадуючи про це в 1956 році, Бенні стверджував, що в 1932 році його запросив в свою програму Ед Салліван, а потім надійшла пропозиція від агенції, що працювала на Canada Dry.
Перший випуск програми The Canada Dry Program вийшов в ефір 2 травня 1932 року в мережі Blue Network, що належить NBC. Вона продовжувала виходити півроку до 26 жовтня, а потім 30 жовтня знову відновилася, але вже на CBS, де виходила до 26 січня 1933 року.
17 березня 1933 року Бенні знову з'явився на NBC з програмою The Chevrolet Program. 1 квітня 1934 року змінився спонсор — тепер ним стала компанія General Tire. У жовтні 1934 року Бенні поміняв спонсора на General Foods, і з цією компанією залишався наступні десять років. Але найдовшим спонсором шоу Джека Бенні стала марка Lucky Strike компанії American Tobacco: співпраця з нею тривало з жовтня 1944 року до кінця першої серії радіопередач Джека Бенні.
2 січня 1949 року передача переселилася на CBS, де залишалася до останнього випуску 22 травня 1955 року. З 1956 по 1958 роки за назвою The Best of Benny на CBS виходили повтори кращих шоу Джека Бенні. Із звичайної артиста водевілів Джек Бенні перетворився на національну фігуру, чиє щотижневе шоу виходило на радіо з 1932 по 1955 роки, ставши за цей час однією з найпопулярніших передач.

### Телебачення

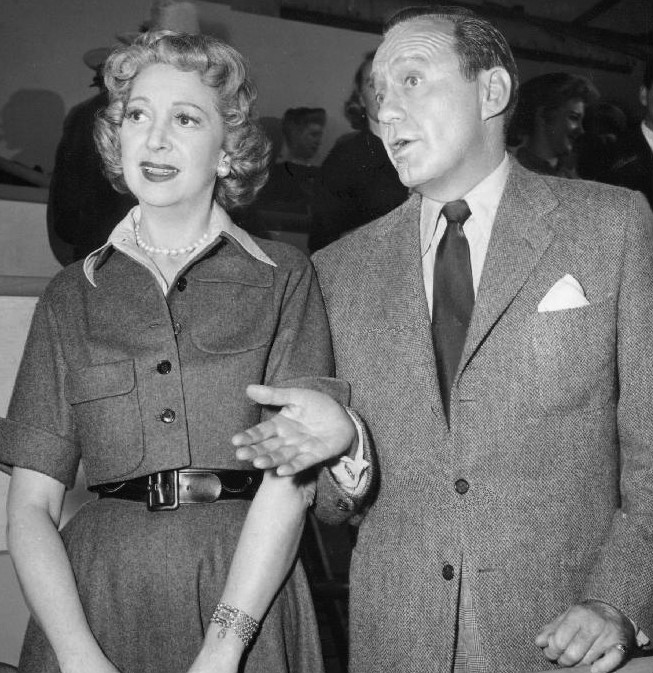
Джек Бенні і Мері Лівінгстон (1960)

Джек Бенні вперше з'явився на телеекрані під час інавгураційної передачі лос-анджелеської станції KTTV (11 канал), що належала CBS, 1 січня 1949 року.
Телевізійна версія The Jack Benny Program вперше вийшла 28 жовтня 1950 року. Спочатку вона планувалася як серія з п'яти передач в сезоні 1950—1951. Однак воно продовжилося і в наступних сезонах. У сезоні 1953—1954 року половина передач транслювалася в запису, щоб Бенні міг вести шоу на радіо. У травні 1955 року було ухвалено остаточне рішення випускати тільки телевізійну передачу. З 1960 року і до закінчення в 1965 році шоу виходило щотижня.
Коли Бенні з'явився на телебаченні, публіка відкрила для себе, що крім вербального таланту він чудово володіє мімікою. Перші телевізійні передачі часто були переробкою радіошоу, в які додавалися візуальні геги. Спонсором телепередач залишився Lucky Strike. Вступний і фінальний монологи Бенні виголошував перед живою аудиторією, вважаючи, що вона необхідна для правильного витримування паузи. Як і в інших шоу, жарти супроводжувалися записаним сміхом, оскільки через апаратуру, яка перекривала поле зору глядачам у студії, вони могли не побачити гру обличчам. Але телеглядачам довелося змиритися з тим, що з шоу зникла Мері Лівінгстон, яку несподівано вразила крайня форма боязні сцени. 1958 року вона остаточно відмовилася від виступів.
У телепрограмі Джек Бенні більше покладався на запрошених зірок, ніж на постійних учасників, на відміну від радіо. На екрані постійно з'являлися лише двоє з його партнерів по радіо — Дон Вілсон і Едді Андерсон. Серед запрошених зірок частим гостем шоу була канадська співачка-скрипалька Жизель Маккензі.
Бенні вмів привести в ефір людей, які рідко або ніколи не з'являлися на телебаченні. 1953 року в його програмі відбувся телевізійний дебют Мерилін Монро і Хамфрі Богарта.

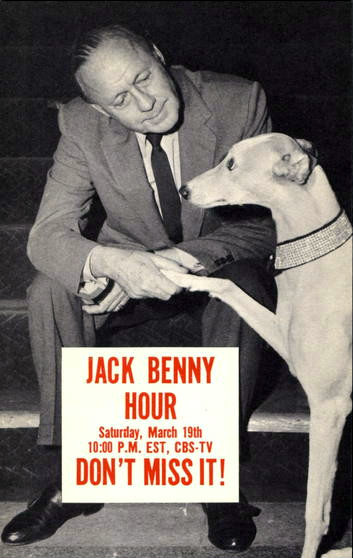
Рекламна листівка одного із нерегулярних шоу Бенні Джека. Приблизно 1961 рік.

У 1964 році CBS відмовилася продовжувати шоу через зниження рейтингу і незатребуваність серед молодої аудиторії, на яку стала орієнтуватися компанія. Бенні перейшов на NBC, але програв за рейтингом конкуруючому шоу CBS Gomer Pyle, U. S. M. C.. В результаті в кінці сезону від шоу відмовилася і NBC. Бенні час від часу з'являвся в ефірі до 1970-х років, останній раз в січні 1974.
У своїй неопублікованої автобіографії I Always Had Shoes (частково використаного в книзі дочки Джоан Sunday Nights at Seven) Бенні писав, що він, а не NBC, вирішив припинити своє шоу на телебаченні. Причиною цього він назвав невдоволення рекламодавців, які змушені платити подвійну ціну за рекламний час у його шоу, а також небажання далі брати участь в «щурячих перегонах». При цьому рейтинг своєї передачі Бенні назвав хорошим — 18 мільйонів глядачів щотижня. Таким чином, після тридцяти років на радіо і телебаченні Джек Бенні пішов на піку слави.

### Кіно
Джек Бенні неодноразово знімався у фільмах: «Голлівудське рев'ю 1929 року», Broadway Melody of 1936, George Washington Slept Here (1942) — номінований на премію «Оскар» за найкращу роботу художника-постановника, «Тітка Чарлея» (1941) — екранізація однойменної п'єси — йшов у прокаті в перший післявоєнний рік, «Бути або не бути» (1942) — номінований на премію «Оскар» за найкращу музику до фільму. Бенні і Лівінгстон також брали участь у фільмі Еда Саллівана Mr. Broadway (1933).
У своїх шоу Бенні часто пародіював відомі фільми і жанри кіно, а 1940 році вийшов фільм Buck Benny Rides Again, в якому персонажі його жартів стали героями пародії-вестерну. А фільм Бенні The Horn Blows at Midnight , що провалився в прокаті, перетворився на постійний об'єкт для насмішок в рамках радіошоу і телепрограми.
Не зазначене в титрах камео Джека Бенні є в фільмі «Касабланка» (про що було вказано у рекламі фільму в газетах). Це підтверджує кінокритик Роджер Еберт.
Сам Джек Бенні ставав об'єктом пародій в декількох мультфільмах Warner Brothers, включаючи Daffy Duck and the Dinosaur (1939), де він зображений у вигляді печерної людини Каспера), а також I Love to Singa (1936), Slap Happy Pappy (1940) і Goofy Groceries (1941), де з'являється персонаж Джек Банні. В Malibu Beach Party (1940) він грає самого себе, а в The Mouse that Jack Built (1959) Джек Бенні і його партнери по шоу озвучують мишачі версії своїх персонажів.

### Останні роки

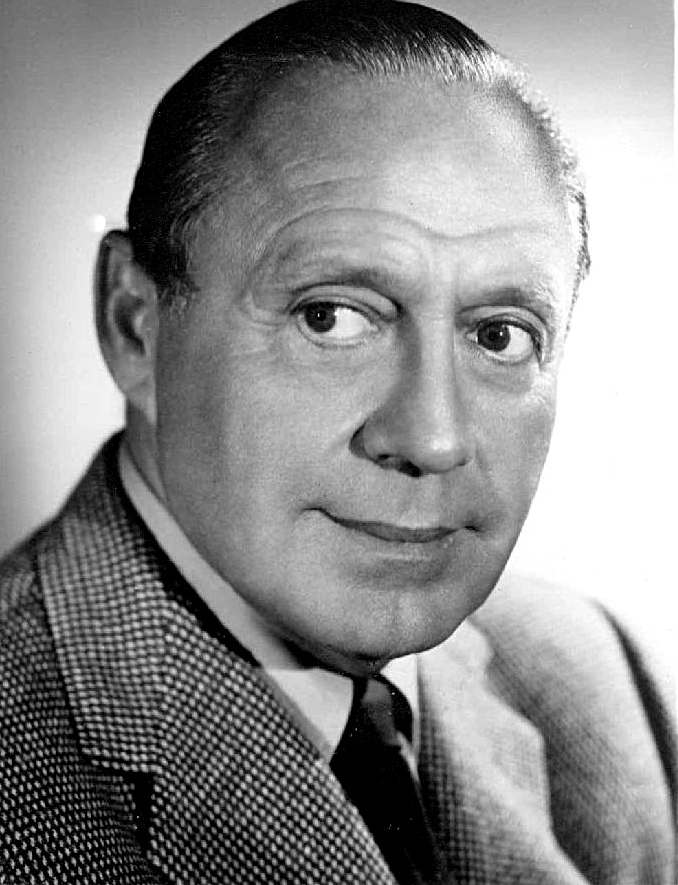
Джек Бенні у 1964 році

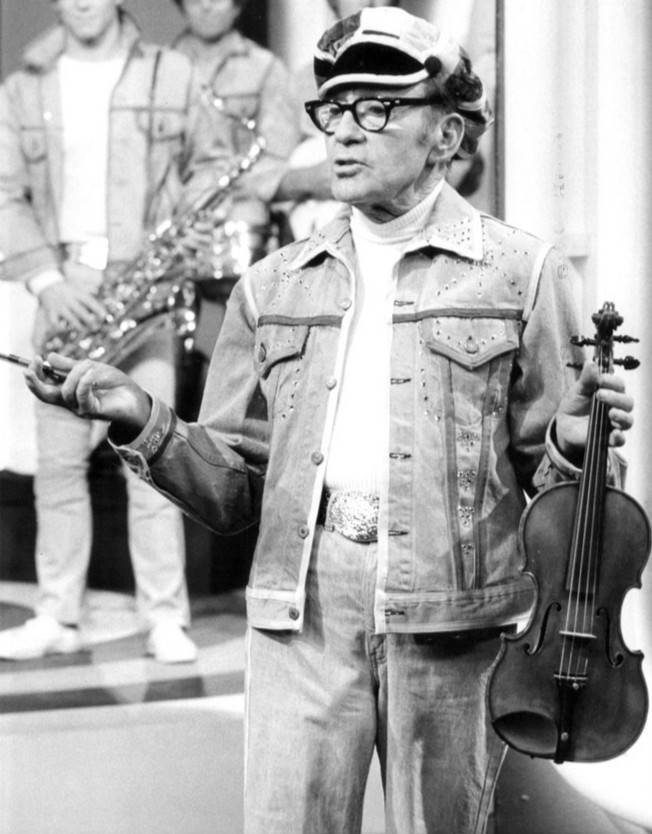
Джек Бенні в шоу, яке вийшло в ефір 24 січня 1974 року. Це, ймовірно, останній телеефір Бенні, який помер у грудні того ж року.

Закінчивши кар'єру на телебаченні, Бенні виступав як стендап-комік, а в 1963 році зіграв камео-епізод у фільмі «Цей божевільний, божевільний, божевільний, божевільний світ». Він з'являється перед героями фільму посеред пустелі в маленькому автомобільчику, пропонує допомогу і, отримавши грубу відмову, виголошує свою знамениту репліку: «Well!».
Одне з останніх виступів на телебаченні відбулось навесні 1972 року в передачі The Tonight Show Starring Johnny Carson, яка святкувала своє десятиріччя. Під час виступу Бенні жартував про свою здатність грати на скрипці, якою володів непогано.
Бенні готувався до провідної ролі у фільмі Ніла Саймона «Сонячні хлопчики», але в 1974 році різке погіршення здоров'я не дозволило виконати цю задачу. Щоб зніматися, він переконав кращого друга Джорджа Бернса замінити його на виступах в нічному клубі, але в результаті саме Бернс зіграв у фільмі і отримав нагороду Академії.
Попри поганий стан, Бенні з'являвся в передачі The Dean Martin Celebrity Roast, де «присмажував» Рональда Рейгана, Джонні Карсона, Боба Гоупа і Люсіль Болл, а в лютому 1974 року сам став об'єктом «підсмажування». Передача з Люсіль Болл стала його останнім виступом на публіці, що вийшов через два місяці після смерті — 7 лютого 1975 року.

### Смерть
У жовтні 1974 року Джек Бенні скасував виступ в Далласі, штат Техас, відчувши запаморочення, оніміння рук. Попри кілька обстежень, причини поганого самопочуття не були встановлені. У грудні Бенні поскаржився на болі в шлунку, але перше обстеження результатів не дало. Тільки з другого разу був поставлений діагноз — неоперабельний рак підшлункової залози. Вирішивши провести останні дні вдома, Бенні приймав тільки близьких людей: Джорджа Бернса, Боба Гоупа, Френка Сінатру, Джонні Карсона і Джона Роулза. 26 грудня 1974 року Джек Бенні помер. Через Два дні він був похований в склепі на цвинтарі Гіллсайд в Калвер-Сіті, штат Каліфорнія. За заповітом його вдова, Мері Лівінгстоун, кожен день до смерті 30 червня 1983 року отримувала червону троянду.
Пояснюючи свій успіх, Джек Бенні писав: «Все хороше, що зі мною сталося, було випадковістю. У мене не було амбіцій, я не горів бажанням йти вперед до ясної мети. Я взагалі ніколи точно не знав, куди йду».
Після смерті сім'я Джека Бенні передала Каліфорнійському університету в Лос-Анджелесі всі його особисті, ділові та професійні папери, а також колекцію телевізійних програм. 1977 року університет заснував премію Джека Бенні, що вручається за видатні заслуги в жанрі комедії. Її першим лауреатом став Джонні Карсон. Скрипка Страдіварі, що була придбана Бенні в 1957 році, була подарована Лос-Анджелеському филармоничноому оркестру.

## Визнання
Джеку Бенні встановлені три зірки на голлівудській «Алеї слави» — телевізійна, кінематографічна і радіомовна. Бенні включений до зали слави The Broadcasting and Cable Hall of Fame і National Radio Hall of Fame.
У 1991 році Пошта США випустила марку, присвячену Джеку Бенні.

Середня школа у Вокігані, штат Іллінойс, носить ім'я Джека Бенні. Девіз школи — «Будинок тридцятидев'ятирічних».
Актор Альфред Готорн Гілл взяв собі псевдонім «Бенні Хілл» на честь Джека Бенні.